# Тоцилєваць
45°47′ пн. ш. 16°56′ сх. д. / 45.78° пн. ш. 16.93° сх. д.
Тоцилєваць (хорв. Tociljevac) — населений пункт у Хорватії, в Б'єловарсько-Білогорській жупанії у складі громади Нова Рача.

## Населення
Населення за даними перепису 2011 року становило 94 осіб.
Динаміка чисельності населення поселення: